# Borj-e Bahmanī
Borj-e Bahmanī (persiska: برج بهمنی) är en ort i Iran.   Den ligger i provinsen Kohgiluyeh och Buyer Ahmad, i den centrala delen av landet, 600 km söder om huvudstaden Teheran. Borj-e Bahmanī ligger 696 meter över havet och antalet invånare är 116.
Terrängen runt Borj-e Bahmanī är platt åt nordost, men åt sydväst är den kuperad. Borj-e Bahmanī ligger nere i en dal. Runt Borj-e Bahmanī är det ganska glesbefolkat, med 47 invånare per kvadratkilometer. Närmaste större samhälle är Dehdasht, 7,3 km norr om Borj-e Bahmanī. Omgivningarna runt Borj-e Bahmanī är i huvudsak ett öppet busklandskap.